# قائمة لاعبات كرة القدم اللاتي سجلن 100 هدف دولي أو أكثر

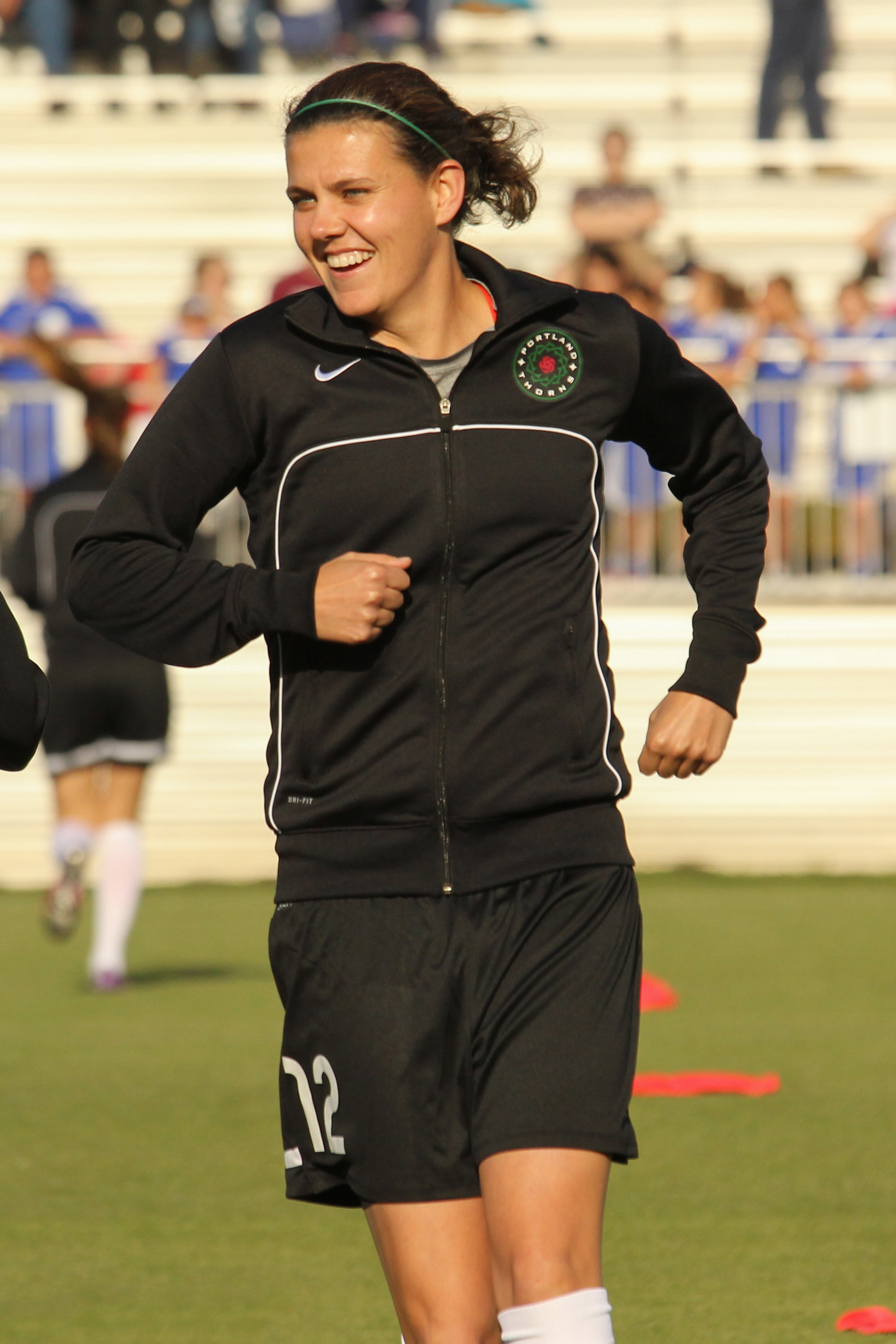
كرستين سينكلير من كندا هي حاليًا اللاعبة النشطة (بين النساء والرجال) التي لديها أكبر عدد من الأهداف في كرة القدم الدولية برصيد 190 هدفًا. وهي تحمل أيضًا الرقم القياسي الأعلى على الإطلاق.

كرة القدم على المستوى الاحترافي هي رياضة ذات تسجيل منخفض (راجع مقالة كرة القدم لمزيد من التفاصيل). تسرد هذه الصفحة أفضل الهدافات في تاريخ مباريات كرة القدم الدولية الرسمية لبلادهن.

## قائمة اللاعبات اللاتي سجلن 100 هدف دولي أو أكثر
أول لاعبة تصل إلى 100 هدف دولي هي الإيطالية إليزابيتا فينيوتو. سجلت آبي وامباك 100 هدف في 9 سنوات، بينما وصلت كريستين سينكلير إلى هذا الإنجاز في أقل من 10 سنوات، وتعتبر ميا هام أصغر لاعبة تسجل 100 هدف دولي في عمر 26 عامًا و 185 يومًا. لعبت معظم اللاعبات حصريًا في مركز الهجوم، بينما لعبت كريستين ليلي وميشيل أكرز أيضًا كلاعبات خط وسط. سجلت جميع اللاعبات بمعدل مرتفع يتجاوز هدفًا واحدًا كل ثلاث مباريات. يجب ألا تتضمن الأهداف الدولية في هذه القائمة الأهداف المسجلة في ركلات الترجيح؛ انظر ركلات الترجيح (كرة القدم). يُشار إلى اللاعبات النشطات حاليًا على المستوى الدولي بخلفية غامقة .
آخر تحديث 10 أغسطس 2024.
| الترتيب | اللاعبة           | المركز              | الدولة           | الاتحاد القاري                                     | الأهداف | المباريات | الأهداف لكل مباراة | الفترة المهنية | تاريخ الهدف الـ 100 |
| ------- | ----------------- | ------------------- | ---------------- | -------------------------------------------------- | ------- | --------- | ------------------ | -------------- | ------------------- |
| 1       | كريستين سينكلير   | مهاجم / لاعب خط وسط | كندا             | اتحاد أمريكا الشمالية والوسطى والكاريبي لكرة القدم | 190     | 328       | 0.58               | 2000–2023      | 20 فبراير 2010      |
| 2       | آبي وامباك        | مهاجم               | الولايات المتحدة | اتحاد أمريكا الشمالية والوسطى والكاريبي لكرة القدم | 184     | 255       | 0.72               | 2001–2015      | 20 يوليو 2009       |
| 3       | ميا هام           | مهاجم / لاعب خط وسط | الولايات المتحدة | كونكاكاف                                           | 158     | 276       | 0.57               | 1987–2004      | 18 سبتمبر 1998      |
| 4       | ميساء جبارة       | مهاجم               | الأردن           | الاتحاد الآسيوي لكرة القدم                         | 137     | 133       | 1.04               | 2005–          | غير معروف           |
| 5       | كارلي لويد        | مهاجم / لاعب خط وسط | الولايات المتحدة | اتحاد أمريكا الشمالية والوسطى والكاريبي لكرة القدم | 134     | 315       | 0.43               | 2005–2021      | 8 أبريل 2018        |
| 6       | كريستين ليلي      | مهاجم / لاعب خط وسط | الولايات المتحدة | اتحاد أمريكا الشمالية والوسطى والكاريبي لكرة القدم | 130     | 354       | 0.37               | 1987–2010      | 3 أكتوبر 2004       |
| 7       | بيرجيت برينز      | مهاجم               | ألمانيا          | الاتحاد الأوروبي لكرة القدم                        | 128     | 214       | 0.6                | 1994–2011      | 25 أكتوبر 2006      |
| 8       | أليكس مورغان      | مهاجم               | الولايات المتحدة | اتحاد أمريكا الشمالية والوسطى والكاريبي لكرة القدم | 123     | 224       | 0.55               | 2010–2024      | 4 أبريل 2019        |
| 9       | مارتا             | مهاجم               | البرازيل         | اتحاد أمريكا الجنوبية لكرة القدم                   | 119     | 204       | 0.58               | 2002–2024      | 21 أكتوبر 2017      |
| 10      | جولي فليتنج       | مهاجم               | إسكتلندا         | الاتحاد الأوروبي لكرة القدم                        | 116     | 121       | 0.96               | 1996–2011      | 27 أكتوبر 2007      |
| 11      | باتريزيا بانيكو   | مهاجم               | إيطاليا          | الاتحاد الأوروبي لكرة القدم                        | 110     | 196       | 0.55               | 1996–2014      | 10 مارس 2014        |
| 12      | إليزابيتا فينيوتو | مهاجم               | إيطاليا          | الاتحاد الأوروبي لكرة القدم                        | 107     | 110       | 0.97               | 1970–1989      | غير معروف           |
| 12      | ميشيل أكرز        | مهاجم/لاعب خط وسط   | الولايات المتحدة | اتحاد أمريكا الشمالية والوسطى والكاريبي لكرة القدم | 107     | 155       | 0.69               | 1985–2000      | 27 يناير 1999       |
| 14      | سون وين           | مهاجم               | الصين            | الاتحاد الآسيوي لكرة القدم                         | 106     | 163       | 0.65               | 1990–2006      | غير معروف           |
| 15      | كارولينا موراس    | مهاجم               | إيطاليا          | الاتحاد الأوروبي لكرة القدم                        | 105     | 153       | 0.69               | 1978–1997      | غير معروف           |
| 16      | بورتيا موديز      | مهاجم               | جنوب إفريقيا     | الاتحاد الأفريقي لكرة القدم                        | 101     | 124       | 0.81               | 2000–2015      | 18 أكتوبر 2014      |
| 16      | هان دوان          | مهاجم               | الصين            | الاتحاد الآسيوي لكرة القدم                         | 101     | 188       | 0.54               | 2000–2011      | غير معروف           |
| 18      | تيفيني ميلبريت    | مهاجم               | الولايات المتحدة | اتحاد أمريكا الشمالية والوسطى والكاريبي لكرة القدم | 100     | 206       | 0.49               | 1991–2006      | 10 يوليو 2005       |

## عدد اللاعبات اللاتي سجلن 100 هدف أو أكثر حسب الدولة
| اللاعبات | الدولة           | الاتحاد القاري                                     |
| -------- | ---------------- | -------------------------------------------------- |
| 7        | الولايات المتحدة | اتحاد أمريكا الشمالية والوسطى والكاريبي لكرة القدم |
| 3        | إيطاليا          | الاتحاد الأوروبي لكرة القدم                        |
| 2        | الصين            | الاتحاد الآسيوي لكرة القدم                         |
| 1        | البرازيل         | اتحاد أمريكا الجنوبية لكرة القدم                   |
| 1        | كندا             | اتحاد أمريكا الشمالية والوسطى والكاريبي لكرة القدم |
| 1        | ألمانيا          | الاتحاد الأوروبي لكرة القدم                        |
| 1        | الأردن           | الاتحاد الآسيوي لكرة القدم                         |
| 1        | إسكتلندا         | الاتحاد الأوروبي لكرة القدم                        |
| 1        | جنوب إفريقيا     | الاتحاد الأفريقي لكرة القدم                        |
| 18       | 9                | الإجمالي                                           |

## عدد اللاعبات اللاتي سجلن 100 هدف أو أكثر حسب الاتحاد القاري
| اللاعبات | الدول | الاتحاد القاري                                     |
| -------- | ----- | -------------------------------------------------- |
| 8        | 2     | اتحاد أمريكا الشمالية والوسطى والكاريبي لكرة القدم |
| 5        | 3     | الاتحاد الأوروبي لكرة القدم                        |
| 3        | 2     | الاتحاد الآسيوي لكرة القدم                         |
| 1        | 1     | الاتحاد الأفريقي لكرة القدم                        |
| 1        | 1     | اتحاد أمريكا الجنوبية لكرة القدم                   |
| 0        | 0     | اتحاد أوقيانوسيا لكرة القدم                        |
| 18       | 9     | الإجمالي                                           |

لم تسجل أي لاعبة من اتحاد أوقيانوسيا لكرة القدم 100 هدف في المباريات الدولية الكاملة. صاحبة الرقم القياسي الحالي هي لاعبة نيوزيلندا آمبير هيرن، برصيد 54 هدفًا في 125 مباراة بين عامي 2004 و 2018.

## الملاحظات
1. ↑  يتم احتساب فقط أهداف مارتا المسجلة في المباريات الدولية الكاملة.[11]
2. ↑  ورد أن بانيكو سجلت 108 أهداف في 200 مباراة.
3. ↑  ورد أن فينيوتو سجلت 107 أو 108 أهداف وحطم رقمها القياسي ميا هام.[14][15]الفيفا يشير إلى أنها شاركت في 110 مباراة.[16] يسرد موقع الاتحاد الإيطالي لكرة القدم (FIGC) سجلها بـ 97 هدفًا في 95 مباراة.[17]
4. ↑  كان يُعتقد منذ فترة طويلة أن إجمالي أهداف أكرز هو 105. قام اتحاد كرة القدم في الولايات المتحدة بمراجعته إلى 107 بعد اكتشاف مباراتين وديتين في عام 1995. هذا يعني أن هدفها الدولي رقم 100 سُجل في 27 يناير 1999 ضد البرتغال، وليس في 30 يناير 1999 ضد البرتغال.[18]
5. ↑  أدرج FIFA سابقًا 166 مباراة، ولكن تم تسجيل 163 مباراة فقط.[19]
6. ↑  ورد أن موراس سجلت 105 أهداف في 153 مباراة.[20]
يسرد موقع FIGC سجل موراس بـ 94 هدفًا في 136 مباراة.[17]
7. ↑  ورد أن هان دوان سجلت هدفها المئة[22] في 6 أغسطس 2008 في المباراة الافتتاحية للصين ضد السويد في أولمبياد بكين 2008. وذكر مصدر آخر أنها سجلت هدفها 101 في ذلك اليوم.[23] يوضح تقرير مباراة FIFA أنها سجلت هدفًا واحدًا فقط في تلك المباراة.[24]